# Komosa murowa
Komosa murowa (Chenopodiastrum murale (L.) S.Fuentes, Uotila & Borsch) – gatunek rośliny z rodziny szarłatowatych. Gatunek kosmopolityczny.
W Polsce jest gatunkiem rzadkim i ustępującym; rośnie w rozproszeniu na obszarze całego kraju.

## Morfologia

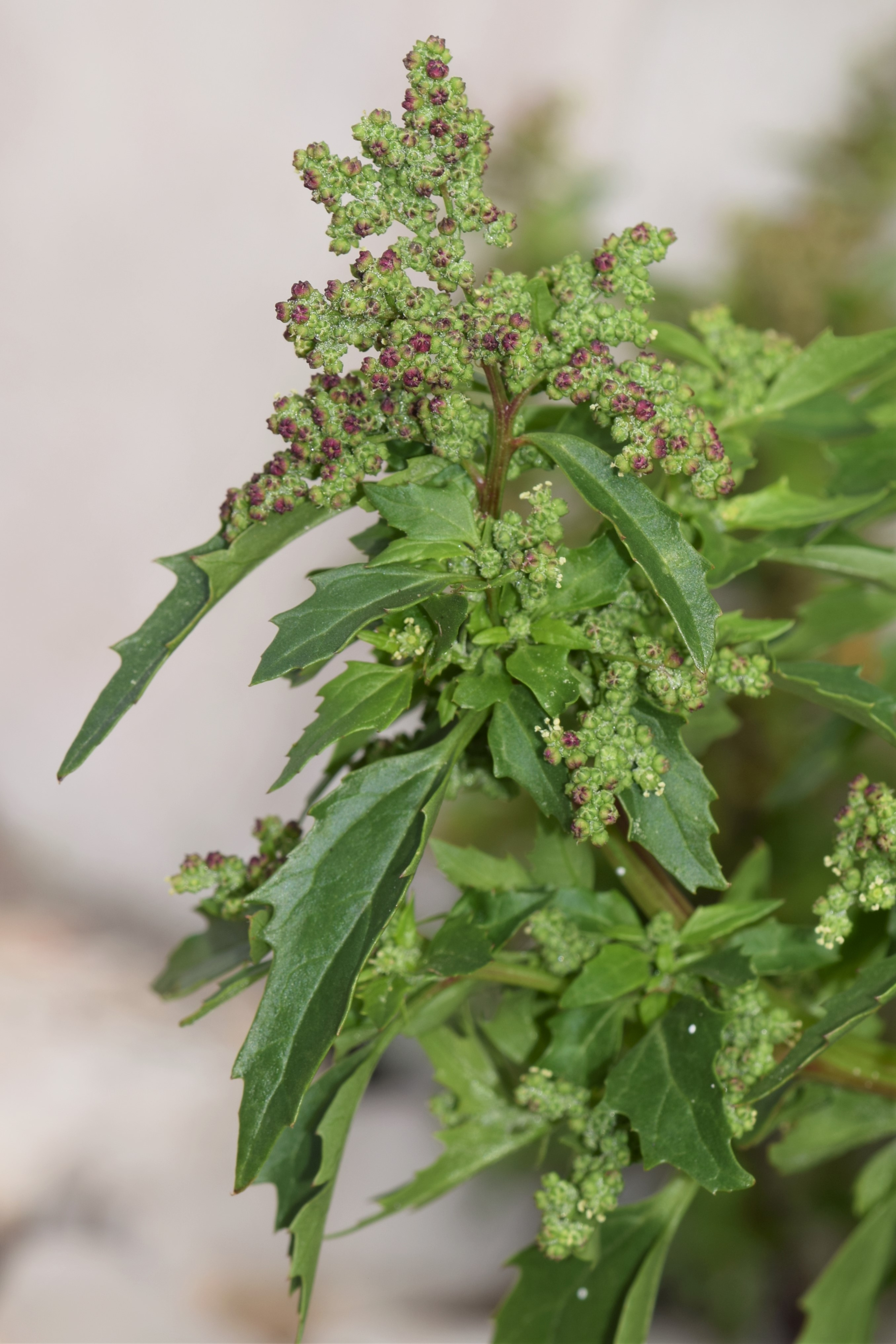
Kwiatostan

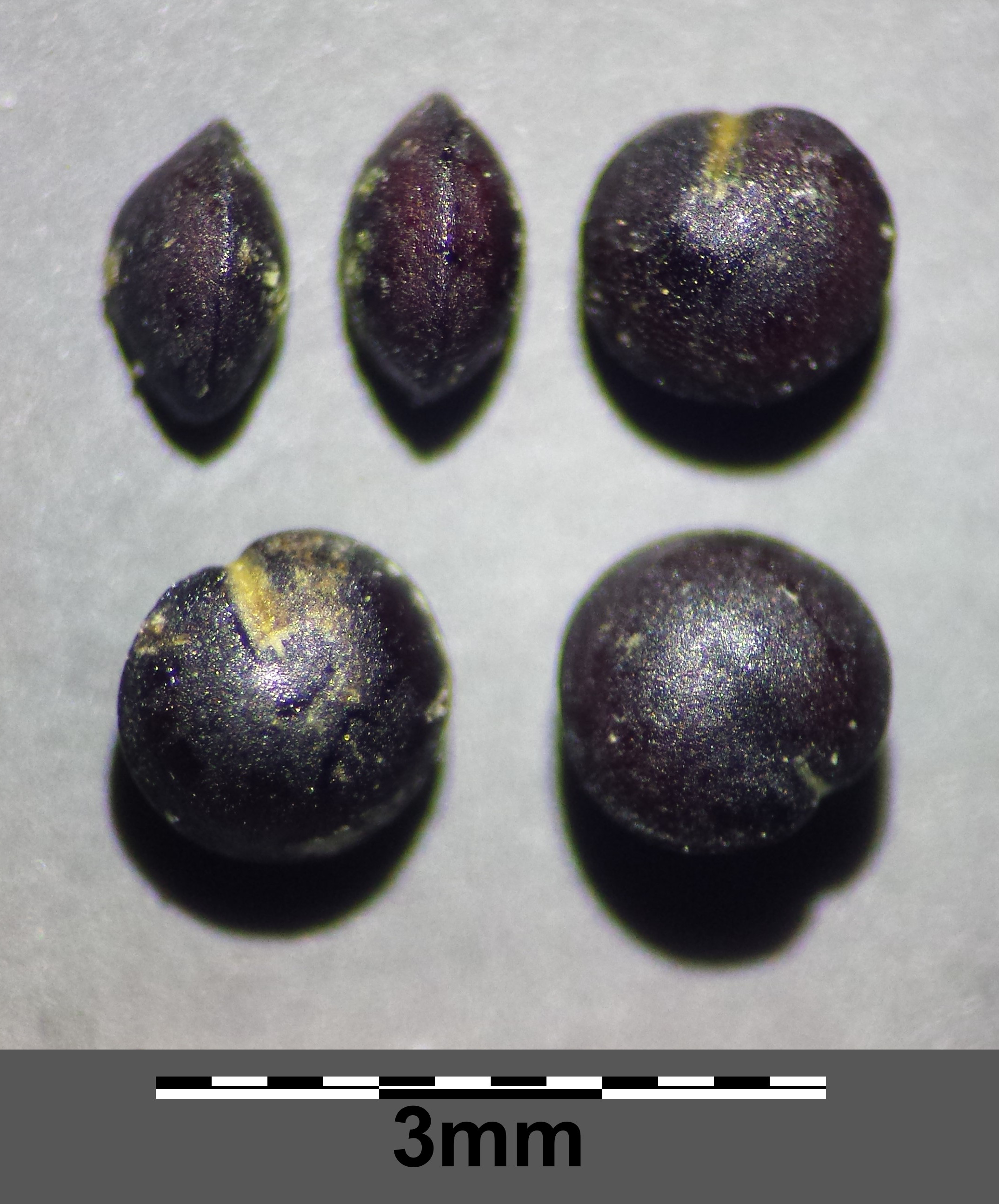
Nasiona

PokrójRoślina delikatnie, mączysto owłosiona w młodym wieku.
ŁodygaO wysokości 15–50 cm.
LiścieRombowo-jajowate, nieco dłuższe niż szersze, nierówno, ostro zatokowo ząbkowane, omączone od spodu, nagie na wierzchu.
KwiatyPięciokrotne, promieniste, zebrane w kłębiki.
OwocJednonasienna niełupka; jej górna część jest zakryta przez listki okwiatu, które posiadają wystające grzbiety. Nasiona matowe, drobno dołkowane, z ostrym brzegiem.

## Biologia i ekologia
Roślina jednoroczna. Roślina ruderalna. Kwitnie od lipca do października. Liczba chromosomów 2n = 18. Gatunek charakterystyczny wybitnie nitrofilnych zbiorowisk z zespołu Urtico-Malvetum, występujących na wsiach pod płotami, na podwórkach oraz w pobliżu zabudowań gospodarskich.

## Zagrożenia i ochrona
Roślina umieszczona na polskiej czerwonej liście w kategorii EN (zagrożony).